# Zemeros bangueyanus
Zemeros bangueyanus är en fjärilsart som beskrevs av Hans Fruhstorfer 1912. Zemeros bangueyanus ingår i släktet Zemeros och familjen Riodinidae. Inga underarter finns listade i Catalogue of Life.